# Discovery World (Italia)
Discovery World è stato un canale televisivo edito da Discovery Italia.
Nato il 31 luglio 2003 come Discovery Civilisation sulla piattaforma Sky Italia, ha cessato le trasmissioni l'11 agosto 2008 per poi tornare il 1º marzo 2011, stavolta su Mediaset Premium, con il nome Discovery World. Il 1º marzo 2016 il canale termina nuovamente la programmazione.

## Loghi

31 luglio 2003 - 11 agosto 2008
1º marzo 2011 - 1º marzo 2016

## Programmi
Il canale trasmetteva documentari geografici e naturalistici, dedicando parte del palinsesto anche a scienza, tecnologia, storia, cultura e mistero.
- Donald MacIntyre: città violente (MacIntyre: World's Toughest Towns)
- La Battaglia per la Presa di Varsavia (Battle for Warsaw)
- Reporter di guerra
- Viaggi misteriosi (Mysterious Journeys)
- Download: la vera storia di Internet (Download: The True Story of the Internet)
- Surviving Disaster
- La vita segreta della tigre (The Secret Life of the Tiger)
- Mekong: anima di un fiume (Mekong: Soul of a River)
- Il Tempio delle Scimmie (Dark Days in Monkey City)
- Pazzi per le armi (Weapon Masters)
- Malattia e potere (Altered Statesmen)
- Maya: una regina senza nome (Red Queen: a Mayan mystery)
- Ingegneria del disastro (Built From Disaster)
- Vivo per miracolo (I shouldn't Be Alive)
- Le nuove armi (Ultimate Weapons)
- Battaglie Animali (Animal Battlegrounds)
- Animal Real TV (Untamed & Uncut)
- Titanic: Anatomia di un Disastro (Titanic: Anatomy of a Disaster)
- History Files (Unsolved History)
- La Strada per Berlino (Al Murray's Road To Berlin)
- Acque Mortali (Ocean's Deadliest)
- Final 24
- In via di estinzione (Last Chance to See)
- Piramidi, mummie e tombe (Pyramids, mummies & tombs)
- Josh Bernstein: i misteri della storia (Into the Unknown with Josh Bernstein)
- Austin Stevens: Il Meglio del Pericolo (Austin Stevens: Most Dangerous)
- Nella tana dei leoni (Into the Lion's Den)
- La maledizione di Tutankhamon
- Vivere con l'uomo lupo (Living With the Wolfman)
- La scienza dei vulcani (Engineering Volcanoes)
- Il disastro perfetto (Perfect Disaster)
- Cacciatori di tornado (Storm Chasers)
- Tornado Road
- È nato un Panda!
- Tecnologie del futuro (NextWorld)
- Prototipi da Strapazzo (Prototype This!)
- Le strane creature di Nick Baker (Weird Creatures With Nick Baker)
- Zero Hour
- Incidenti al microscopio (Accident Investigator)
- I Lupi alle Porte (Living with Wolves)
- Armi del Futuro (Future Weapons)
- Extreme Explosions
- Versailles
- Il tempio perduto degli dei
- Baby mammu't (Baby Mammoth)
- Roma-Tel Aviv: storia di un dirottamento (Hijack El Al Flight 426)
- Invenzioni nella storia
- Fantascienza (Sci-Trek)
- Gli ultimi Faraoni della Nubia
- Safari in 5 scatti
- Costruire il futuro (Building the Future)
- Prove di un disastro (Blueprint for Disaster)
- Mammiferi contro dinosauri
- L'Acchiappaserpenti (Snake Crusader With Bruce George)
- Nigel Marven con le anaconde (Anacondas with Nigel Marven)
- Tutto sulle armi (Weaponology)
- Kill Zone
- Eco- Tech (Ecotechnology)
- Le avventure di Jeff Corwin (The Jeff Corwin Experience)
- Pericolo in primo piano (Up Close and Dangerous)
- Discovery Atlas
- Morti misteriose (Dead Men's Tales)
- Viaggio nella Valle dei Re
- La storia segreta d'Egitto
- Guerra alle baleniere (Whale Wars)
- Il Bello dei Serpenti
- Il ruggito della tigre
- Dinosauri: il ritorno (Dinosaurs: Return to Life?)
- Mega Beast (Monsters Resurrected)
- FutureCar
- La fantascienza mi ha cambiato la vita (Sci-Fi Saved My Life)
- I Segreti di Nefertiti
- Anatomia di un disastro (Decoding Disaster)